# Зефир широкополосный
Зефир широкополосный (Favonius cognatus) — вид дневных бабочек из семейства голубянок (Lycaenidae).

## Описание

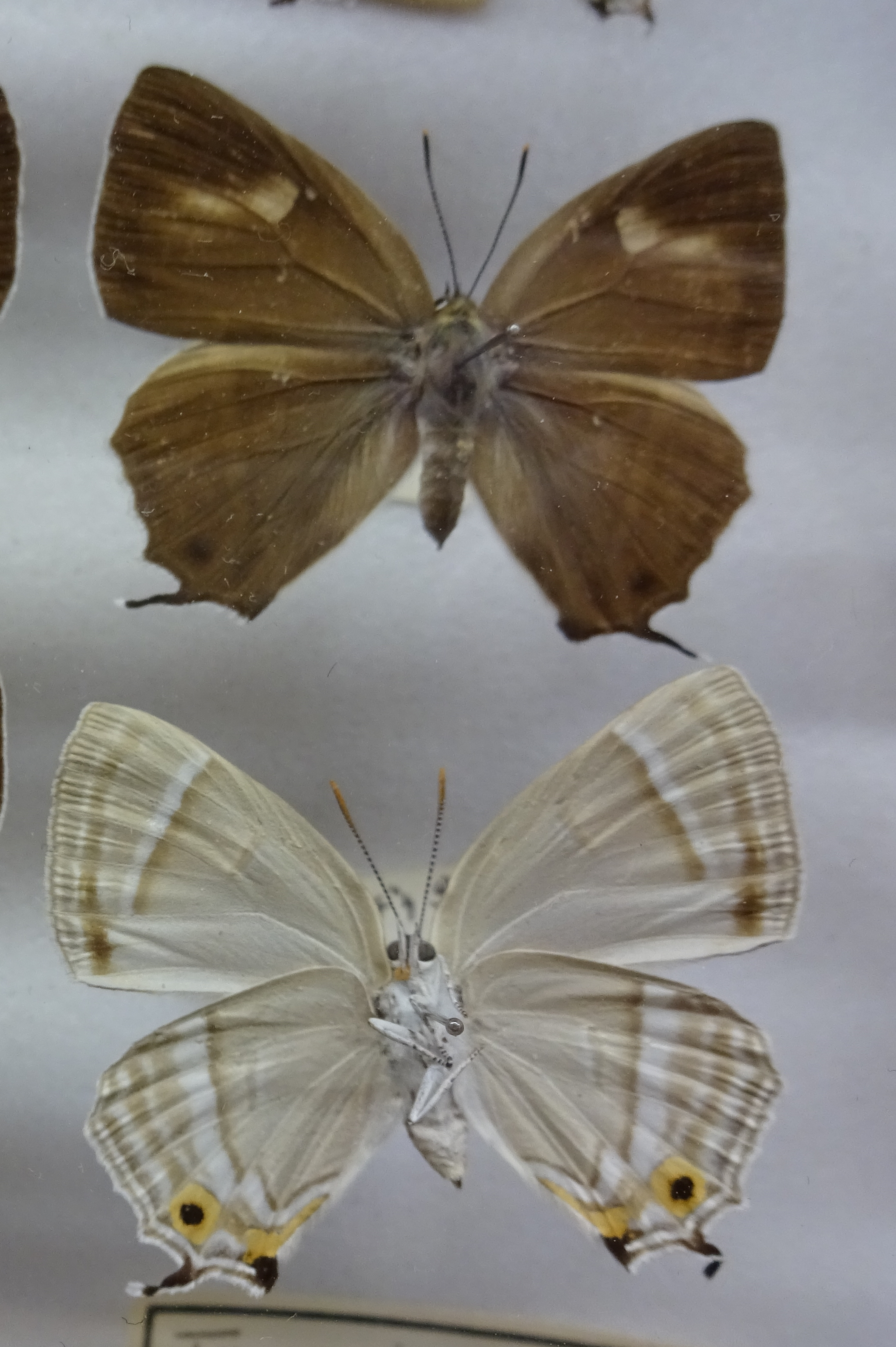
Самка

Длина переднего крыла бабочек 17—21 мм. Размах крыльев 27—35 мм. Самки несколько крупнее самцов. Верхняя сторона крыльев у самцов изумрудно-зелёная с голубоватым оттенком. Задние крылья с хвостиком около 3 мм. Окраска верхней стороны крыльев у самки буро-коричневого цвета с размытым светлым пятном бледно-охристого цвета. Нижняя сторона крыльев у обоих с серым оттенком. Белая поперечная полоса на нижней стороне крыльев широкая (до 2 мм), снаружи размытая.

## Ареал
Азиатский вид, чей ареал охватывает территорию России (восток Забайкальского края, юг Амурской области, Еврейскую АО, Хабаровский край, Приморье), северо-востока Китая, полуострова Корея, Японии.

## Биология
За год этот вид развивается в одном поколении. Один из наиболее обычных видов рода. Время лёта бабочек этого вида происходит с конца июня до сентября. Гусеницы развиваются на дубе монгольском.